# Spinn
Spinn är en kvantfysikalisk egenskap (frihetsgrad) hos partiklar i mikrokosmos. Spinn är ett rörelsemängdsmoment en partikel har utöver sitt banrörelsemängdsmoment. De kvanttal som beskriver en partikels totala spinn och dess projektion längs en godtycklig axel har beteckningarna s och ms. Spinn beskrivs matematiskt av sambanden
{\displaystyle \mathbf {S} ^{2}|\psi \rangle =\hbar ^{2}s(s+1)|\psi \rangle }
{\displaystyle \mathbf {S_{z}} |\psi \rangle =\hbar m_{s}|\psi \rangle }
{\displaystyle m_{s}\in \{-s,-s+1,...,s-1,s\}}
där S2 och Sz är spinnoperatorer som verkar på kvanttillståndet ψ. Utläst betyder de att S2 – en partikels spinn i kvadrat – är den reducerade Plancks konstant i kvadrat gånger partikelns spinntal s gånger sig själv plus ett, medan spinnet i en viss riktning ges av den reducerade Plancks konstant gånger ms. Dessa samband visar också att de möjliga kvantiseringarna längs en axel beror av det totala spinnet – som är specifikt för varje elementarpartikel – samt att både s och ms med nödvändighet är hel- eller halvtal. Partiklar med heltalsspinn kallas bosoner och de med halvtalsspinn fermioner.
Ur sambanden kan man även utläsa att storleken på en partikels spinn är {\displaystyle \scriptstyle {\hbar {\sqrt {s^{2}+s}}}} – alltså lite mer än ℏs. Det totala spinnet är alltså alltid större än spinnet i en viss riktning, ℏms (förutsatt att partikeln inte är spinnlös). Detta kan tolkas som att en partikels spinn alltid avviker något från den riktning man mäter i (vilket är ett exempel på Heisenbergs osäkerhetsrelation).

## Spinn och rotation
Benämningen spinn syftar på en hypotetisk egenrotation som man tillskrev en elektriskt laddad partikel och som tänktes ge upphov till dess magnetiska moment. Schrödingerekvationen (se också Erwin Schrödinger) tar inte hänsyn till denna egenskap som härleddes senare från mätningar av atomspektra. Dess skarpa linjer uppvisade små energiavvikelser från de förväntade värdena. Två fysiker, Samuel Goudsmit och George Uhlenbeck, föreslog en förklaring till dessa små avvikelser, som bestod i att elektroner roterar och att deras rotationsriktning är avgörande för deras bindningsenergi. En sådan beskrivning är dock problematisk eftersom själva rotationen inte är tillgänglig för fysikalisk mätning. Numera anses elektronerna punktformiga och därmed saknar denna bildliga beskrivning grund. Spinnet som kvanttal och elektronens magnetiska moment är dock viktiga beståndsdelar av kvantmekaniken och beteckningen spinn har bibehållits.
Stern-Gerlach-experimentet från 1922 visar att silveratomer har diskret rörelsemängdsmoment, trots att de inte har banrörelsemängdsmoment. När hypotesen om spinn togs fram några år senare, utgjorde experimentet viktig evidens för hypotesen.